# Statistischer Bezirk
Statistische Bezirke dienen zur differenzierten Betrachtung von Geofachdaten des Gebietes einer Kommune. Dabei werden Gemeinde- bzw. Stadtbezirke sowie Ortsteile bzw. Ortschaften kleinräumig gegliedert (auch entgegen historisch gewachsenen Ortsgrenzen), um die Rauminformationen für statistische Aussagen und Raumplanung nutzen zu können. Weitere statistische Untergliederungsebenen sind zum Beispiel Unterbezirke und Baublöcke.
Zum Beispiel führen Städte wie Aachen, Braunschweig (74), Dortmund (62), Krefeld (45), Linz (Österreich) (16), Lünen (14), Marl (11), Münster (45), Nürnberg (87), Osnabrück (118), Leipzig (310) und Potsdam (84) sowie weitere Städte statistische Bezirke.
In der Schweiz verwendet die Stadt Bern 36 statistische Bezirke.
In der Regel können die Daten dieser statistischen Ebene für verschiedene Themen zusammengeführt werden, zum Beispiel im Schulwesen (Grundschulbezirke u. a.), Gesundheitswesen (Gesundheitsamtsaufsichtsbezirke, Aufnahmebezirke der Psychiatrie u. a.), Religionswesen (Pfarrgemeinden, Seelsorgebezirke), Wahlen (Landtag usw.) und weitere Belange (Postleitzahlenbereiche, Finanzamtsbezirke, Schiedsmannsbezirke, Kriminalitätsrate, Zahlung von diversen Transferleistungen und Ähnliches).